# サアロア族
サアロア族（サアロアぞく、Saaroa）は、台湾原住民の一つ。ラアロア族（Hla'alua）とも呼ばれる。サアロア族という名称は沙阿魯阿族、ラアロア族という名称は拉阿魯哇族と漢字で表記される。現在、台湾（中華民国）政府の原住民族委員会は公式的で公的な民族名として、拉阿魯哇族（Hla'alua）と定めている。
サアロア族は主に高雄市桃源区にある高中里と桃源里、及び那瑪夏区にある瑪雅里に分布し、独自の言語のサアロア語や文化や慣習など有す。以前はツォウ族と見做されて、北ツォウ族のツォウ族（鄒族）と南ツォウ族のサアロア族とカナカナブ族（卡那卡那富族）、二分され、このうちの南ツォウ族と呼ばれていたのが、サアロア族もカナカナブ族も、それぞれに2014年に独立した台湾原住民族として台湾（中華民国）政府に認定された。

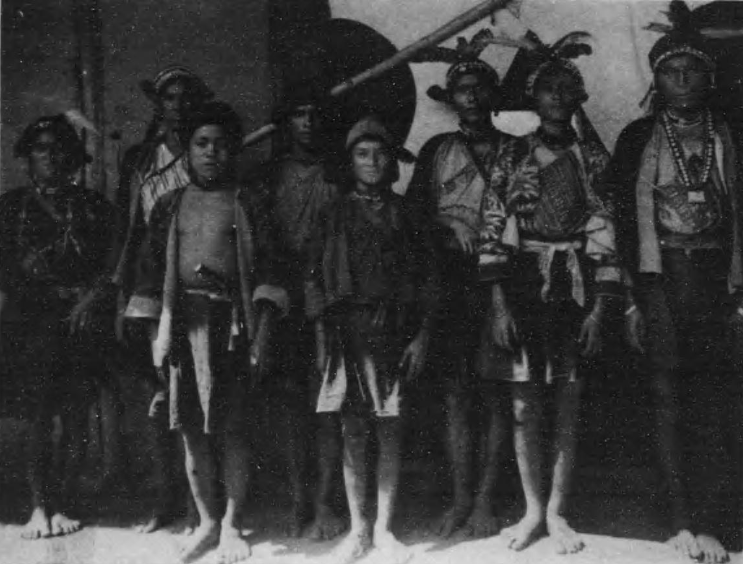
サアロア族の男性
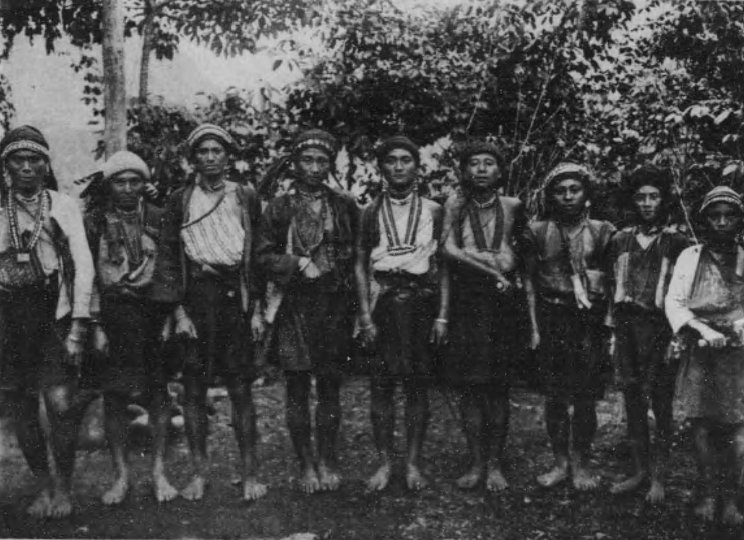
サアロア族の男性
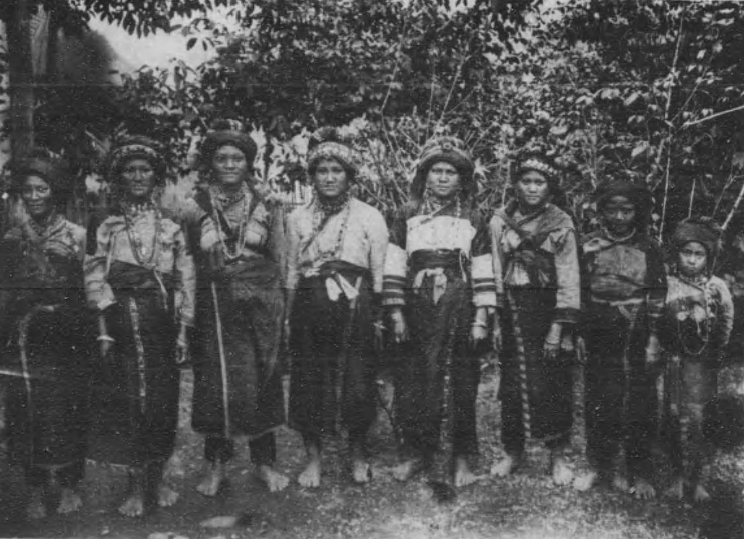
サアロア族の婦女子たち
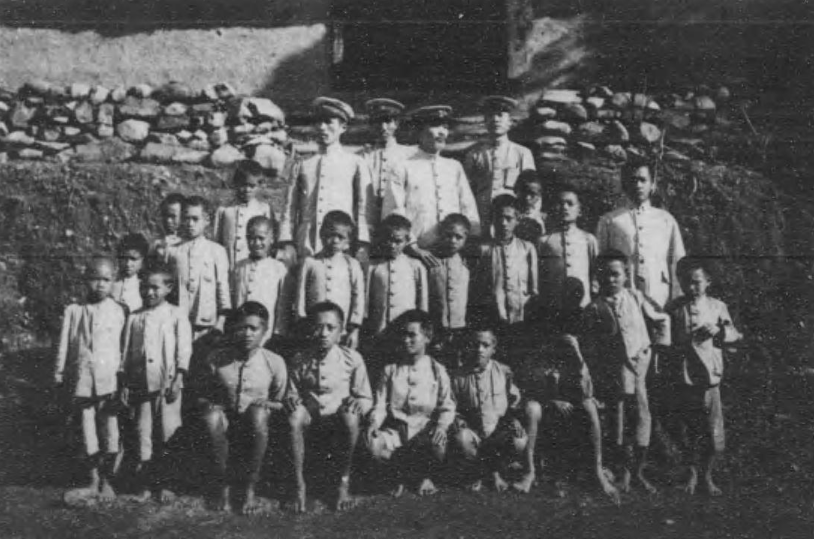
日本統治時代の学童の制服姿のサアロア族の子供たち

## 4つの集落と近隣民族との関係
昔、サアロア族は排剪社（Paiciana）、美壠社（Vilanganʉ）、塔蠟社（Tararahluvu またはTalicia）、雁爾社（HlihlalaまたはKalʉvʉnga）の、大きく4つの集落に分かれていた。それに隣にある大武壠社、霄里社、芒仔芒社と茄拔社、この四つの集落に居住していた平埔族・タイボアン族(大武壠族)の「四社熟番」に対し、「四社生番」という呼ばれ方をしていた。また、山の下にあるルカイ族(魯凱族)の茂林（Teldrika）、万山（'Oponoho）、多納（Kongadavane）、この三つ集落の「下三社番」に対し、「頂四社」と「上四社番」という呼称もあった。
塔蠟社のサアロア族は、交通が不便なため、排剪社に移住して合併した。
現在のサアロア族の4集落の分布：
1. 排剪社（Paiciana）：高雄市桃源区高中里の草水部落、高中部落である。
2. 美壠社（Vilanganʉ）：高雄市桃源区高中里の美蘭部落である。
3. 雁爾社（Hlihlala）：高雄市桃源区桃源里の四社部落である。
4. 那爾瓦社（Na'ʉvuana）：高雄市那瑪夏区里の瑪雅部落である。近代、美壠社のサアロア族が移住してきたケースである。

日本統治時代の1930年代より、台湾総督府はブヌン族の集団移住政策を推し進め、この地域にも断続的にブヌン族(布農族)の移入が続いた。ブヌン族と婚姻関係を結び、言葉も人口の多いブヌン語になり、サアロア族は一度ブヌン族化の危機に晒されるようになった。

## 聖貝祭

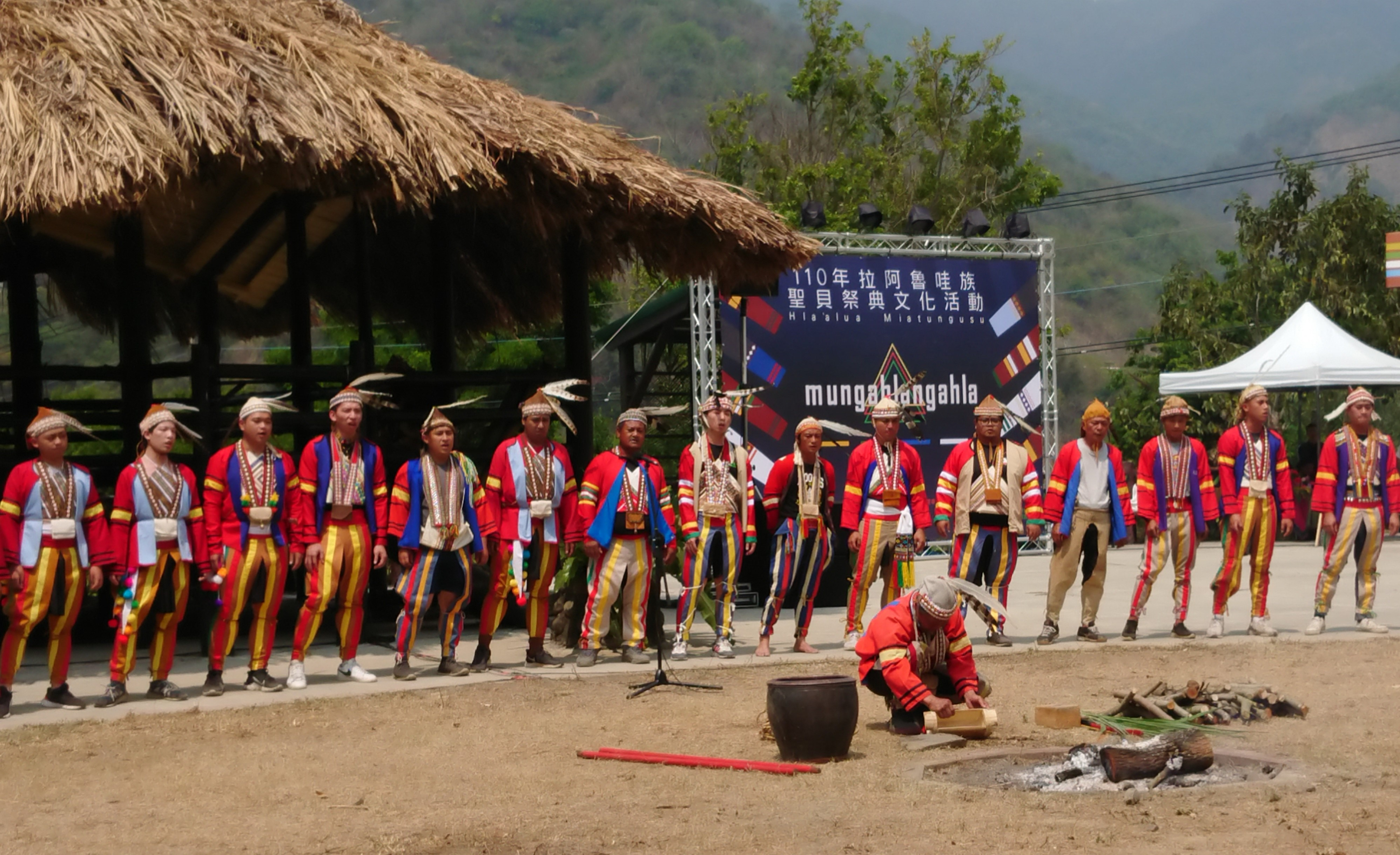
2021年美蘭部落の聖貝祭。祭司はお酒で聖なる貝を洗っている。

聖貝祭（Miatungusu）はサアロア族特有の祭儀であり、第2次世界大戦後は1951年に一回しか行わなかった。1993年にまた復活したが、時代に合わせて式次第は変化した。本来は2年或いは3年に一度、農産物を収穫後に行われる祭りだった。現在では伝統や精神を忘れないよう、毎年2月下旬または3月上旬に行われるようになった。昔、祭りの期間は各部落は6日間連続して行ったが、現在はほぼ1日だけになり、「濃縮」されている。祭場と日程は2つある。1日目は桃源里四社部落祭場で雁爾社の聖貝祭を先に行ってから、2日目は高中里美蘭部落祭場で美壠社と排剪社の聖貝祭を続いて行う。サアロア族にとって最大の宗教儀式である。
昔々、サアロア族の祖先は東方にある「Hlasʉnga」と呼ばれる土地に、「kavurua」と呼ばれる小人族と一緒に暮らしていた。小人族kavuruaは、サアロア族に色々な知識を伝授してくれる存在であり、両者は仲良く暮らしていた。だがサアロア族の人口が増加するにつれ、「小人族の生活の妨げになってはいけない」との考えから、サアロア族はやむを得ず、東方の地を離れることにした。小人族は別れを惜しみ、自らが大切にしていた「聖なる貝」(takiarʉ)をサアロア族に授けた。12個ある「聖なる貝」には、それぞれ別々の神様が宿るとされ、サアロア族を守る貝に感謝の気持ちを込め、開催する祭りは聖貝祭（Miatungusu）である。
| 12名聖なる貝の神様                   |                                  |
| 勇猛の神様 Pava’asu                  | 勇敢な戦士になれるように         |
| 狩猟の神様 Paumala Papa’a            | 捕獲が上手くいくように           |
| 健康の神様 Pamahlatʉra               | 無病息災                         |
| 食べ物の神様 Paumala A’anʉ           | 豊かな食べ物が食べられるように   |
| 魔除けの神様 Hlalangʉ Ihlicu         | 悪霊が来なく、憑依できないように |
| 勤勉の神様 Patama’iiarʉ              | 勤勉に働けるように               |
| 無事の神様 Pamavahlaʉvaʉ             | 無事になれるように               |
| 怠け癖を直す神様 Kupamasavaʉ         | やる気満々になれるように         |
| 状元の神様 Paumala Ngahla            | 必勝祈願                         |
| 守りの神様 Pamaia Tuhluhlu           | 部族の人を守っている             |
| 早く賢い神様 Papacʉcʉ Pʉngʉ          | 聡明になれるように               |
| 風雨の神様Sipakini Varatʉ Hlauhlahlʉ | 五風十雨になれるように           |

通常は頭目（rahli）が保管し、 小さな水甕(kapua)の中に安置し、家の後ろの土中に埋めている。不思議なことに、聖なる貝は魔術を使い、甕の中から「外出」し、故地である東方の地に里帰りするという。しかし、聖貝祭の10日前、 祭典の準備が始まる時に頭目が水甕を調べれば、聖なる貝はちゃんと戻ってきているという。
サアロア族のうち、美壠社の先祖が最後に東方の地から離れた。そのため、小人族に聖なる貝を授けられたのは彼らのみであり、聖なる貝は美壠社のみに伝えられ、祀られていた。排剪社と雁爾社の者はそれを羨ましがり、こっそり数個の貝を盗み、美壠社を真似て聖貝祭を開催した。そのため排剪社と雁爾社の聖貝祭では、公開的に聖なる貝を見せない、聖なる貝を投げ、拾う儀式もない。
かつてある老人は聖貝祭を面倒くさがり、布切れで聖なる貝を包んで川に捨てた。だが聖なる貝は流されないばかりか、川の流をも変えてしまった。老人は驚き、聖なる貝への不敬を恥じたということである。
伝統的な聖貝祭（Miatungusu）6日間の日程：
1日目
mariara’uhla　神様を迎える祭儀：夜明け前、男性陣は集会所（tapuhlaihlia）に集合する。祭司と助手祭司の2人は集会所の外で祖霊に酒を捧げ、神迎え（makuakuaihlicu）を執り行ってから、集会所の中に戻る。
miavavutau　甕開け：初祭（malalalangʉ）がここから始まる。助手祭司は酒の甕の蓋を開け、一方、祭司は獣肉を1枚ずつ切る。男性陣は初祭の歌(lualikihli)を唱える。
pitatamu　灌祭：祭司は人差し指を酒に浸し、酒の滴を振り撒いて「tamu'u！」(ご先祖様！)と呼ばわる。
mailiili　祭司肉嘗祭：祭司は肉を持ち、助手祭司に食べさせるふりをして、自分が肉を食べる。そして、祭司は肉を持ち、自分が肉を食べるふりをして、助手祭司に食べさせる。これを4回繰り返す。
paruacuru　男衆肉嘗：肉を配り、男性陣が肉を頂く。
pialakngahlu　衆人礼酒飲み：男性陣は順番に共用のコップで酒を飲む。
tumahliasasangaru　慰労：歌い踊る。司祭はリーダーとして皆を率い。男性陣は団結を表すため、黄藤の茎で作った輪を持って円陣を組み、躍りながら、palitavatavali（人数を数える歌）やmiatungusu(聖貝祭)の歌を唄う。祭司は若い世代に、サアロア族生活圏の地名を教えあげる。先祖代々受け継がれてくれた土地を忘れないようにするためである。
puasipi　火付け：囲炉裏に炭火を熾す。
makinikuli’i　豊猟祈願：木の摩擦熱による発火法で火種を作り、豊猟を祈願する。
2日目
祭司と助手祭司は、一世帯ごとに、薪や油や米など祭りの開催に必要な物を徴収する。
papaci taruramʉalʉisa（papaci taruramʉ）猪を刺し殺す祭：頭目（rahli）家族出身の男の子は、集会所の屋根の上に座り(putaliri)。男性は黄藤の茎で作った輪を持って円陣を組み、躍りながら歌っている時、頭目が男の子を屋根から背負って下げ、男の子は弓で矢を射って、側にある男性2人は槍で猪を刺し殺す。続いてtaruramu Hlasʉngaという神様に捧げる歌を唄う。猪の頭部を切断し、集会所の中にある大黒柱に吊り、神様に捧げる(ungu'umaungu/maunguvungu'u tapuhlaihlia)。papaci taruramʉalʉisaが終了する。女性はそれぞれ持参した竹切れを刺殺された猪の血に浸した上で、竹筒に挿す。これは出席を表すもので、ここで女性陣は祭場に入り、祭りへの参加を許される。
3日目
maasuhlin takiarʉ　聖なる貝を酒に浸す：祭司は聖なる貝を小さな水甕から取り出す(ruapuhlu takiarʉ)。そして、聖なる貝を酒に浸して洗い、その色の変化を観察し、赤色に変化したら貝の神様が酔い、満足しているという。祭司は未婚の少女と共に、赤い生地に包まれた12個の聖なる貝を投げ出し、男性は一斉に押しかけ、聖なる貝を奪い合う。拾えたら幸運が授かるという。未婚の少女は一つ一つの輪を男性に配り、男性は人と人の間に、輪を持って繋がり、踊り唄う。続いて女性も加わり皆で踊り唄う。祭司はアカザ(kuarʉ)の実を持ち、祈ってから一人ずつに配り、頭の上に載せ、アカザで無病息災を願う(maakuarʉ)。
4日目
助手祭司は糯米の飯と酒を祭司に差し出し、祭司に食べさせる。
kavuvuru　戦の祭：男性は首狩り(maruvuungu)をする。首を持ち帰り、cakʉarʉという茅で建てた低い祠に安置し、首の持ち主だった者の魂が不運を持ち来ないように祭司は祈る。男性は一人ずつ、首に指で酒を付け、掛け、「tamu'u！」と呼び、首に敬意を表す。男性陣は囲んで弓を持ち、踊りながら、musuahlaという戦果を報告する歌を唄う。
✽現代はもちろん首狩りの慣習は無い。代わりにプラスチック製の首を使う。
5日目
paria’i ’ihlicu   悪霊を追い払う:火矢を四方に射る。女性は集会所の囲炉裏から取り出した炭火の粉を撒く。男性は弓で一軒ずつの家の入り口の柱や壁を叩いて魔除けをする。
6日目
takuahluahlupu　団体狩猟：男性は皆で山に行き、猟をする。獲物の有り無しを問わず早めに帰り、女性が用意した餅や酒など頂く。狩った動物の頭は全て慰謝料として祭司に贈り、肝臓は聖なる貝の神様に捧げる。
✽現代のMiatungusuは過疎化と近代化のため、かなり簡略化されている。
聖貝祭で守るべき忌みと規則：
1. サアロア族の集会所（tapuhlaihlia）は男性限定、女性禁制。前にある祭場で聖貝祭を行う。茅葺の高床式建築で、邪気払いとして屋根にセッコク(石斛、着生植物、ラン科、ラアロア語：vahlituru)を飾る、最も神聖的な空間である。カラムシ(ʉrangʉ)は御守り(hlalangʉ)として屋内に掛けられる。教育や会議や祖霊迎えなどはここの中で行なう。
2. 儀式中、大騒ぎや無駄話、くしゃみ、放屁の禁止。
3. サアロア族は全員参加すべきである。欠席は禁じる。
4. 男性集会所の囲炉裏にある火を消してはいけない。
5. 飼っている動物は、祭場に入れない。
6. 身に着けている帽子や衣装や飾り物などが地に落ちると命を失う。
7. 子供は勝手に祭場に入れない。
8. 聖貝祭の期間、魚を食用するのは禁止。仮に魚を食せば、蓄えた食料は川の流れのように流れて消えてしまう。

## 魚獲祭
サアロア族の伝統で、居住しているエリアにある川は、氏族集団によって管理されている。例えば、荖濃渓という川は、Tumamalikisasʉ（漢語苗字：余）、Hlaiputana（漢語苗字：余）、Iiangʉana（漢語苗字：鄧）、Tumahlahlasʉnga（漢語苗字：廖）この4つの氏族集団に管理され、一方、炳才渓はSalapuana（漢語苗字：石）、Savangʉana（漢語苗字：游）、Mu’uana（漢語苗字：尤）この3つの氏族集団に管理される。
魚獲祭（Tumatuhlucu）は、アワ（粟）の生育期間に、男性長老が各氏族の男子たちを率いて、管理される川で行う。先ず、川縁で、神様に酒、餅、豚肉を捧げ、感謝を表し、儀式をする。長老は青年たちに人生訓を説いたうえで、魚獲りの役割分担をする。長老は毒性がある植物である「魚藤」を集めて石で搗き、汁を川に流す。やがて毒気で水中の魚が次々と気を失うため、青年らは下流に集い、流れてきた魚を銛や網で捕える。長老はクワズイモの葉を皿として獲った魚を置き、各氏族に同量で配る。最後に「葛藤」という植物を搗き潰し、その汁を「解毒剤」として川に流せば、麻痺していた魚が蘇るという。
魚獲祭について、守らなければいけない忌みと規則：
1. 儀式中、くしゃみと放屁の禁止。
2. 漁具は一切屋内に持ちこんではならない。
3. 魚獲祭で獲った魚は屋内で料理して食べてはならない。必ず屋外で料理して食べる。
4. 魚獲祭で獲って帰った魚を盛る食器は別に用意する。普段使いの食器と混用してはいけない。

## アワ収穫祭
元々、平埔族（台湾の西部平原に住む原住民）の一派・タイボアン族(大武壠族)の指導を経由したものである。サアロア族はもともと水稲栽培をせず、主な栽培作物はアワだった。毎年、晩夏から初秋にかけ、各氏族は自家の農地でアワ収穫祭（Mariavʉcʉngʉ）を行う。開催前日、竹切れで作った刃とクロツグの葉を用意する。アワを収穫する当日、まず長老が祭司として、家族を率い、神に感謝し、酒を捧げ、灌祭(pitamuu/piatamu)を通じて祈る。
収穫作業は役割分担のうえで行う。刈り取り係は竹製の刃でアワを刈る。運搬係は刈ったアワを結束係に渡す。結束係は畑の側で、クロツグの葉でアワを一束、一束に括る。それぞれ役目がある。
アワ収穫祭について、守るべき忌みと規則：
1. くしゃみ、放屁、大声での会話禁止。
2. アワを渡す時、落下させてはいけない。
3. 収穫したアワ束はきちんと並べる。
4. アワは、1日、日光に晒される。

## サアロア族の昔話・伝説・民話
北斗七星の由来
昔々、6名の猟師と一匹の犬は狩りで獲物を追っていたため、聖貝祭に遅刻してしまった。部落に帰っても、見えない壁にさえぎられるように、祭場にどうしても入られなかった。どうにかして入ろうとした最中に、6人と一匹の犬は、宙に浮き漂い、空を飛び、天に昇って北斗七星になってしまった。貝の神様に天罰を加えられた末だという。
太陽を射る
昔々、両親を失った少女が池に洗濯に行った。すると1枚の木切れの板が度々漂ってきて、彼女の仕事を邪魔した。何度捨てても放り投げても同様である。困り果てた彼女は股間で板を挟んで、洗濯し続けた。洗濯がようやく終わるころ、奇妙なことに股間の板はいつの間にか無くなっていた。数月後、彼女は相手も居ないのに妊娠した。村人に「旦那さんも無いのに、なんで妊娠したの？」と、嘲笑れた少女は恥ずかしさで家に引き籠るうち男子が生まれた。Hla’ungaliと名付けられたその男子はまるで風のように成長して、一夜でもう隣人の子供と一緒に遊べた。隣人の子供にはいろんな玩具があり、Hla’ungaliは羨ましいので、母に「なんで僕は玩具が無いの？」と質問をした。母はHla’ungaliが欲しい玩具があれば、何とかして手に入れHla’ungaliにあげていた。
Hla’ungaliは立派な青年になり、村人と連れ立って狩りに行った。しかし、いつもHla’ungali一人だけうまく獲物を捕らえるので、仲間から妬まれるようになった。ある日、ほかの猟師はHla’ungaliに水汲みを言いつけた。Hla’ungaliが不在の内に彼が持っているカバンを改めたところ、中から一本の短い動物の骨が見つかった。村人らはHla’ungalを虐めるため、骨を勝手に捨てた。Hla’ungaliは水を汲んで帰り、自分のカバンが勝手に開けられ中身を見られたことを悟り、悲しんで帰った。母は「気にしないでね。神器があっても彼達も不器用なんだから」と慰めたが、それ以降のHla’ungaliはもう団体での狩猟に参加せず、自分一人で狩りに行くようになった。
当時、空に2つの太陽があった。そのため激烈な暑さで畑作物は実らず、狩猟で糧を得ていた。人々は暑さのため息もできず、Hla’ungaliは自分で太陽を射る任務を決めた。
母に頼み、縄を作って貰った。Hla’ungaliは槍を家の前に挿し、縄を槍に結び、「任務を完成して、縄を2回引いたら、二人とも無事だ。1回引いたら、ただ1人のみが無事だ」と母に伝え、友人と共に太陽の住処を目指して出発した。
艱難辛苦の末、太陽の住処に至った。Hla’ungaliは「速く隠れろ！俺は太陽を射る。隠れたら、絶対出て来るな！」と友人に忠告した。Hla’ungaliは徐々に昇って、昇る太陽を射落すや岩の陰に隠れた。しかし友人は好奇心のせいで頭を上へ突き出して覗いため、太陽が噴き出す血を浴びて池に落ち、あえない最期を遂げた。世界が暗くなり、闇に沈んだ。Hla’ungaliはさっさと持ってきた縄を引いた。縄はただ一回引かれたので、母は心配したり、悩んだり、いったい誰が生きて帰るのか不安で緊張しながら待っていた。
一方、生き永らえたもう一つの太陽は意気消沈し、沈み込んだままだった。太陽は昇らければ光が無く、世界は暗黒に包まれた。照明用に燃やす薪も無くなり、杵と臼まで薪として焚いてしまった。どうすればいいのか？人間と動物は一緒に会議を開き、討論する。そして太陽に供え物を捧げるとの結論に至った。だが、ミミズと魚は反対した。ミミズは土地の下に、魚は水の中に暮らしているので、太陽の光など必要ない。そのため今でもミミズは土地から離れ、魚は水の中から離れば、すぐ死んでしまうという。
だが、皆でいくら捧げ物をしても、唄い踊っても、もう一つの太陽は沈み込んでいた。あたかも日本の記紀神話にある、天照大御神が天岩戸に引き篭った逸話と同様であった。
皆が困りはてていると、雄鶏（おんどり）が太陽に話しかけた。雄鶏は慄く太陽に「恐れるものではない。どうか話を聞いてほしい。私が1回目に鳴いても、出て来なくてもいい。2回目の鳴き声を出しても、出て来なくてもいい。でも3回目の鳴き声を鳴くと、もう安全だから、ぜひ出てきてほしい。私が守ってるから」。こうして太陽を説得してから、雄鶏は村に戻り、体が一番頑丈な人間を探した。雄鶏とその人は一緒に熊の皮と虎の皮を用意し、太陽が住んでいる山に登った。
雄鶏は「もし私の3回目の鳴き声とともに太陽が出てきたら、虎の皮をかぶって、先回りしてほしい。そして、太陽が逃げる道を妨げてほしい」と、人間に考えを伝えた。一回目の鳴き声と二回目の鳴き声でも、天地はまだ暗かったが、雄鶏が見込んだ人物はすでに準備をしていた。そして3回目の鳴き声とともに、太陽が本当に山から出てきた。人間がさっそく太陽の退路を妨げたので、太陽はかつてのように東の山頂から歩いて、西の山下へ向かった。翌日、また山頂から出て、歩いて、山下へ向かった。こうして、一つの太陽が東から昇り、西へ沈むようになった。
一方、太陽を射落としたHla’ungaliは長い旅の末に実家に戻った。母は年齢を重ね、すっかり老いた。安楽を得た人々は感謝の気持ちを込め、彼にリーダーの任務を依頼した。これがサアロア族頭目（rahli）の由来だそうである。そして、雄鶏の知恵を記念するため、サアロア族の女性は今でも雄鶏の羽根を髪に飾る。
表門と裏門の守護神
サアロア族の伝統的な分布圏に、表門と裏門がある。現在、高雄市六亀区宝来温泉街から桃源区高中里への道の側にあり、Araraiという岩壁が表門で、守り神は'Avisavulangahlaである。一方、さらに山奥、高雄市桃源区勤和里の向こうにある巨大な岩Curuvakaは裏門で、守り神はHlipurimacuである。
表門の守護神'Avisavulangahlaは、非常に慈悲深く、いつもサアロア族を守っている。かつて他の部族が侵入を試みたものの、'Avisavulangahlaに術をかけられ、自ら武器を捨ててしまった。正気に戻った彼らは丸腰になったことに気が付き、恐れて退却した。これを悔しがった彼らは再度サアロア族の部落への侵攻を試みた。今回は軍勢も多く、武器も強力だった。だが、またしても表門で術を掛けられ、武器を捨てたままの姿でサアロア族の部落に入り、サアロア族にあっさり捕らえられた。以来、他部族は恐れてサアロア族の部落に手をかけなかった。
一方、裏門の守護神Hlipurimacuは意地が悪く、サアロア族は彼の悪戯に悩んでいた。Hlipurimacuの陰茎は非常に長く、背負い籠に入れなければ歩けないほどだった。ある時、Hlipurimacuはふざけて自分の陰茎を裏門の向かいにある山で働いている婦人に投げつけた。驚いた婦人は陰茎を大蛇だと思って、鋤で殴った。痛みに耐えかねたHlipurimacuは手早く陰茎を収めようとしたが、陰茎は枝や棘に刺されてしまった。やむを得ずに、翌日、サアロア族の婦人たちに頼んで、トゲを抜いて貰った。その作業中に、列の最後の婦人は油断し、Hlipurimacuの陰茎に刺殺されてしまった。そのためサアロア族はHlipurimacuが大嫌いだそうである。
ある日、Hlipurimacuは裏門を守らなければならない自身の立場に不満を持ち、'Avisavulangahlaを訪ねて話し合った。'Avisavulangahlaは「山頂から巨大な石を投げ、Hlipurimacuが山下でキャッチできたら、当番の位置を交代しよう」と提案した。最初、Hlipurimacuは山麓で岩をうまく捕らえ、'Avisavulangahlaに投げ返した。だが彼はHlipurimacuが投げ戻した石を真っ赤に焼き、Hlipurimacuに投げ降ろした。山麓で岩を受け止めたHlipurimacuはそのまま焼死してしまった。
その岩は現在でも当地にある。1950年代まで、石の表面には、Hlipurimacuの体、胸、手の付け跡がはっきりと残っていたという。現在では風化作用のせいで、跡をうかがうのは難しい。だが、幾人かのサアロア族の高齢者は、かつて焼き付けられた跡を見たことを回想している。
踊る鬼火
サアロア族の母語、伝統文化復興運動の実践家、Amahlʉ Salapuana(1948年生まれ、台湾華語名前：游仁貴)は、何回も鬼火(apuhlu'ihlicu)を目撃したと語っている。
氏が11歳の時、夜更けに現在の高中部落から川の向かいにある美蘭部落を眺めた。川向こうは台地状の地形であり、部落の隣にデイゴ(梯梧、サアロア語：sana’ʉ)の木があり、墓場もある。最初は、一灯のかがり火のような発光体が出、続いて誰かが火をともしたように、次から次へと発光体が現れた。鬼火の行列はデイゴの木の位置で消えた。デイゴはサアロア族にとって魔除けの御守りだ。鬼火はしばらく台地の上(現在の美蘭部落聖貝祭祭場の位置)に移動しようとしていた。鬼火は輪状の隊形で集まり、輪の真ん中にはもう一つ、柱のような鬼火がある。まるで、向こうに大人数が集まって手で松明を持ち、山道を登ったり、下ったり、ずっと歩いているようだった。闇夜で、鬼火の光以外、何も見えなかった
当時のAmahlʉ Salapuana氏は、川の方向に走り、近づいて行った。だが誰の姿も見えず、誰の声も聞こえなかった。鬼火の群れは飛んで踊って、やがて消えてしまった。
「あまり怖くないけど、驚いた。いったい何物か？正体は分からない」氏は思い出しつつインタビューに答えた。小学5、6年生の頃から、氏は何度もこの現象を目撃しているとのことだった。「他の人に聞いても、誰も見なかったようだ」。氏も学校で美蘭部落に住んでいるクラスメートに聞き込んだが、クラスメートは「午前0時に、誰が眠らず外で松明を持って、ぶらぶらしているか？あり得ないだろう？まさか！」と答えるばかりだった。
氏は19歳で故郷を離れ、兵役を済ませ、都会で就職し、26歳で実家に帰り、農業に携わっている。氏は夜中にカエルを捕る折り(台湾人はカエルを料理する食文化がある)、向かいにある美蘭部落で踊っている鬼火を目撃していたが、30歳で次女が生まれた後は一度も見ていないという。

## 霊魂‧死生観と魔除けの植物
サアロア族は右の肩に善霊が宿り、左の肩に悪霊が宿ると考えている。人は死ねば善霊が肉体を離れ、北にある台地、tavulungana(現在の美秀臺之地)に渡り、土地や子孫を守る。一方、悪霊は南にあるtavula(現在宝来里の後にある山地)に渡り、偶に人間が住んでいる部落に戻り、祟りを起こし、遭った人間は病気になり、もし悪霊に刀で傷つけられたら、4日後必ず死ぬという。
住宅のそばに必ずアカザ(kuarʉ/紅藜)を植える。部落の出入口にはデイゴ(sana’ʉ/莿桐)がある。セッコク(vahlituru/木槲蘭)やオオタニワタリ(lavahli/山蘇)も魔除けの植物として使用される。男性が外出中なら、必ず刀を持って行く。父も刀を作り、息子に上げ、または子供のベッドの側で掛け飾る。
男性集会所の屋根にもセッコクを植え、または挿し、飾る。祭りが行われている時、男性もセッコクを帽子に挿す。これは阿里山のツォウ族と同じだ。（ツォウ語でセッコクはfiteuと呼ばれる）
男性集会所の出入口の両側でもオオタニワタリを飾り、魔除けをする。
ユリ（tavacihli/百合）もサアロア族の象徴と言われる。昔々、山火事が起き、火が村に迫ってきた。そこで村人は家々の周りにユリを植えると、急に風が吹き、ユリは風に揺れ動き、火を吹き消したという。一生懸命に吹き消しているから、火が消されたが、ユリも白から赤くなってきた。旧部落にあるユリは、赤いユリもあるそうだった。

## サアロア族の苗字
1950年の調査資料によって、24つの苗字(ngahlapihlingina)があったが。現存まだ18つしか使われていない。伝統的な苗字は台湾華語の苗字に対応する。
| サアロア語苗字  | 台湾華語苗字 |
| Tavavulana      | 彭           |
| Tavuiiana       | 唐           |
| Mu’uana         | 尤           |
| Hlalanguana     | 池           |
| Hlatiurana      | 葉(謝)       |
| Hlauracana      | 宋           |
| Hlauvuhlana     | 郭(鍾)       |
| Hlaiputana      | 余(廖/謝)    |
| Salapuana       | 石           |
| ’Iangʉana       | 鄧(林/郭)    |
| Hlapa’ahlica    | 余           |
| Hlakuluhlana    | 歐           |
| Kakuana         | 方           |
| Savangʉana      | 游           |
| Piana/Piiana    | 蔡           |
| Tumahlahlasʉnga | 廖           |
| Tumamalikisasʉ  | 余           |
| Na’ ʉvʉana      | 葛           |